# محمدرضا توسلی (نماینده مجلس شورای اسلامی)
محمدرضا توسلی (زاده ۱۳۳۵ در فردوس)، لیسانس مهندسی عمران، فوق لیسانس مدیریت صنعتی از دانشگاه تهران، نمایندهٔ دورهٔ سوم و دورهٔ چهارم مجلس شورای اسلامی از حوزهٔ انتخابیهٔ فردوس و طبس در استان خراسان بود.

## فعالیت‌ها
1. عضو هیئت مدیره ذوب آهن اصفهان
2. عضو هیئت مدیره و معاونت برنامه‌ریزی و توسعه شرکت ملی صنایع مس ایران
3. عضو هیئت مدیره مرکز آموزش و پژوهش وزارت صنایع و معادن ایران
4. عضو هیئت مدیره شرکت معادن آستان قدس رضوی
5. عضو هیئت مدیره شرکت احیاء صنایع خراسان[۲]
6. مدیر عامل شرکت سرمایه‌گذاری شهر تهران
7. نایب رئیس هیئت مدیره شرکت مجتمع معادن مس تکنار[۳]
8. نایب رئیس هیئت مدیره، نماینده شهرداری در بانک سرمایه[۴]
9. رئیس هیئت مدیره در جمعیت فردوسی‌های مقیم تهران[۵]
10. عضو هیئت مدیره در سازمان منطقه آزاد قشم[۶]